# Josef František Devoty
Josef František Devoty (19. února 1780 Hradec Králové – 17. listopadu 1865 Pardubice) byl český kněz, básník a spisovatel, autor náboženských a modlitebních knih, znalec historického místopisu a církevních dějin Kutnohorska a Pardubicka a vydavatel několika starších českých děl.

## Život
Josef František byl synem královéhradeckého sochaře Karla Antonína Devotyho (1738-1817). Studoval teologii v Praze, kde se mu dostalo v září 1803 kněžského svěcení. Následně působil na několika místech královéhradecké diecéze jako kaplan. Začínal v Hořicích v Podkrkonoší, dále sloužil v Novém Bydžově, Malíně u Kutné Hory a od roku 1806 v Sedleci, když tam byl farářem Josef František Rautenkranc. Když tento farář v roce 1817 zemřel, stal se jeho následovníkem právě Devoty. V roce 1824 byl jmenován čestným kanovníkem kolegiátní kapituly na Vyšehradě v Praze, 1832 osobním děkanem, a nakonec v roce 1833 farářem v Mikulovicích u Pardubic. Tam působil dvacet let a následně odešel do výslužby a od roku 1853 žil až do své smrti v Pardubicích.

## Dílo
Devotyho dílo je poměrně rozsáhlé a tematicky pestré. Čítá asi třicet tisků, ale většinu prací sepsal a vydal v letech 1818-1835, když působil zejména v Sedleci. Byl autorem několika českých modlitebních knih a příručky pro duchovní správce o udílení svátosti manželské. Jeho historické práce se věnují zejména dějinám Sedlece a tamního cisterciáckého opatství, hřbitova a kostnice. Napsal ale také práci o kostele sv. Barbory v Kutné Hoře a vydal starší díla Simeona Podolského z Podolí O měrách zemských nebo jezuity Jana Kořínka Staré paměti kutnohorské.
Devoty vydával své práce pravidelně v české a německé mutaci, několik děl ale vydal i latinsky.
- Kratičký obsah založení dávnověkých kaplí všech Svatých a věrných zemřelých též prostranného hřbitova v ohradě veleslavného oudolí Sedleckého, Praha 1822.
- Vyobrazení a popsání w polínku třešňového kmenu l. 1745 Hoře Kutný ... kříže, kterýž do schránky městské jakožto vzácný úkaz vzat ..., Praha 1823.
- Popsání založení, zvláštní pobožnosti a života svatosti mnohým nešťastným osudům podrobené bývalé řehole cistercienské … na svatém místě veleslavného údolí Sedleckého, Praha 1824 (2. vydání Kutná Hora 2022. ISBN 978-80-86406-93-0)
- Modlení k svatým čtrnácte pomocníkům, Praha 1826.
- Josefa Františka Devotyho pobožné a vroucných žádostí plné rozjímání modlitby Páně, Praha 1827.
- Vyobrazení a popsání chrámu Svatobarborského nad potokem Páchem, jinak Vrchlicí, v Hoře Kutné, Praha 1828.
- Ordo baptismi parvulorum in lingua bohemica adhibendus, Hradec Králové 1829.
- Zpráva o pověsti prostranného hřbitova ..., jakož i kostnici v ohradě veleslavného oudolí Sedleckého, Praha 1830.
- Vroucí modlení a zpěvy nábožného lidu křesťanského, jimiž velebí s srdečnou důvěrností Pána Boha svého v svatém Janu Nepomuckém, Patronu Českém / pro horlivé svatojánské ctitele a poutníky sebral Jozef Fr. Devoty, Hradec Králové 1831.
- Způsob posluhování svátosti stavu manželského s předcházejícím ponaučením ženicha a nevěsty při oddavkách, Hradec Králové – Praha 1832.
- Ouvod šestinedělky: s některými přiměřenými modlitbami matky křesťanské k pobožnému rozjímání a na důkaz vděčnosti k Bohu, Praha 1834.
- Píseň osadníků na den slavné Installací neb usazování na faru Mikolovickou důstojného, učeného Pána, pana Josefa Dewoty, čestného Kanovníka vyšehradského: dne 1ho června 1834, Hradec Králové 1834.
- Zpráva o životě a smrti Ferdinanda Hausy, Praha 1835.

Devoty byl členem a pravidelným donátorem Českého muzea, kterému věnoval různé knihy. Dále byl členem Dědictví svatojánského, jednatelem Matice české a členem Spolku přátel církevní hudby. Převážná část jeho pozůstalosti včetně dalších rukopisů dosud nevydaných děl se po jeho smrti dostala do držení pardubické České vyšší školy reálné.

## Působení v Mikulovicích

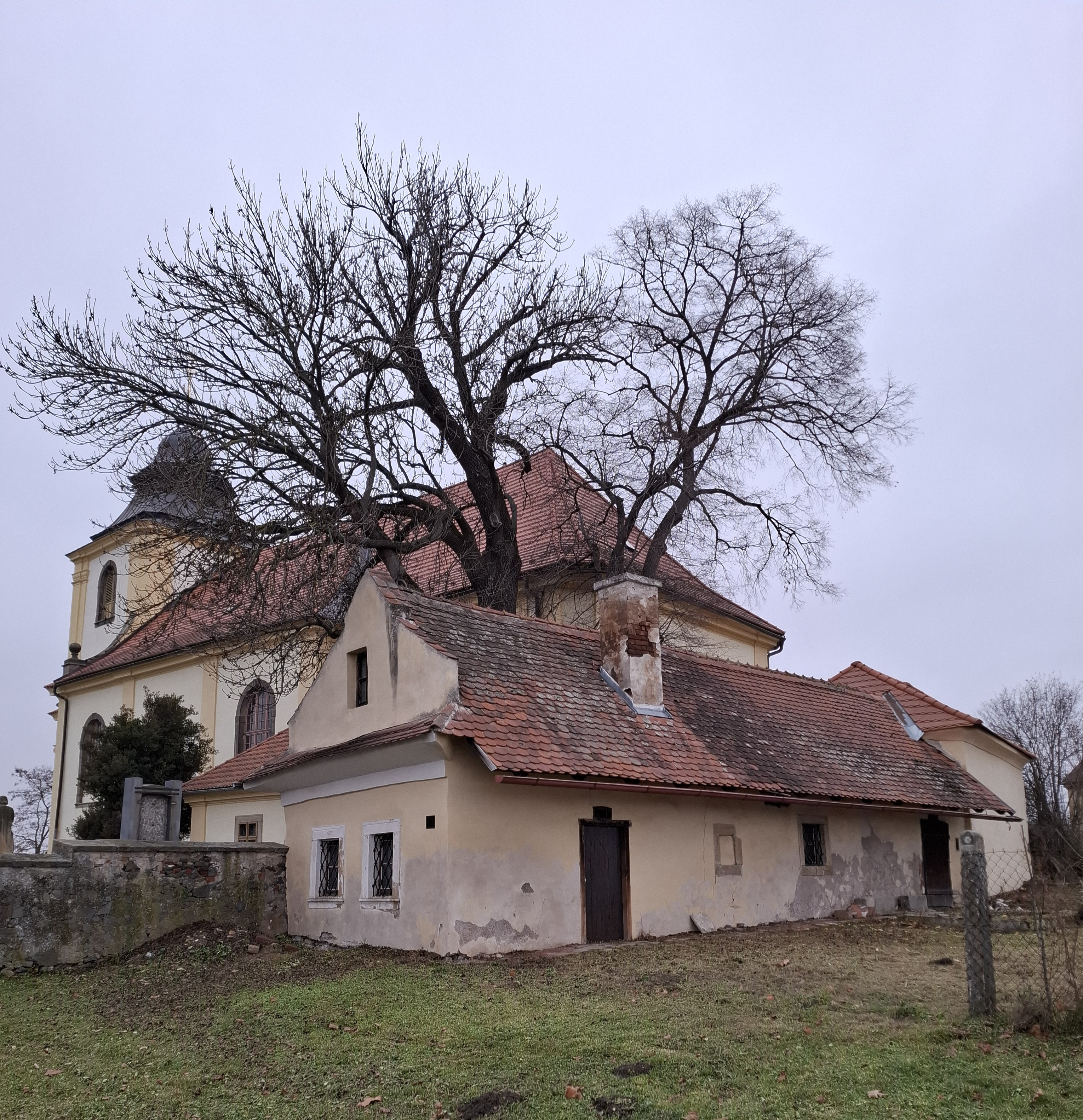
Kostel sv. Václava v Mikulovicích s budovou tzv. Staré školy na místním hřbitově

Devoty byl členem spisovatelského spolku ve východních Čechách, který vedl Josef Liboslav Ziegler a k němuž patřili básníci K. S. Schneider, M. Polák, F. A. Vacek, J. S. Rettig a jeho manželka Magdalena Dobromila.
Devoty založil na faře v roce 1836 pamětní knihu (Gedenkbuch der Mikolowitzer Pfarre), v níž shromáždil cenné údaje o dějinách fary a širšího okolí a v níž se také nachází kompletní seznam jeho tiskem vydaných prací. V Mikulovicích také zřídil při farní škole knihovnu, které věnoval skříň a knihy.
V září 1836 absolvoval cestu do Prahy a jako čestný kanovník kapituly se zúčastnil korunovace českého krále Ferdinanda V. a královny Marie Anny.

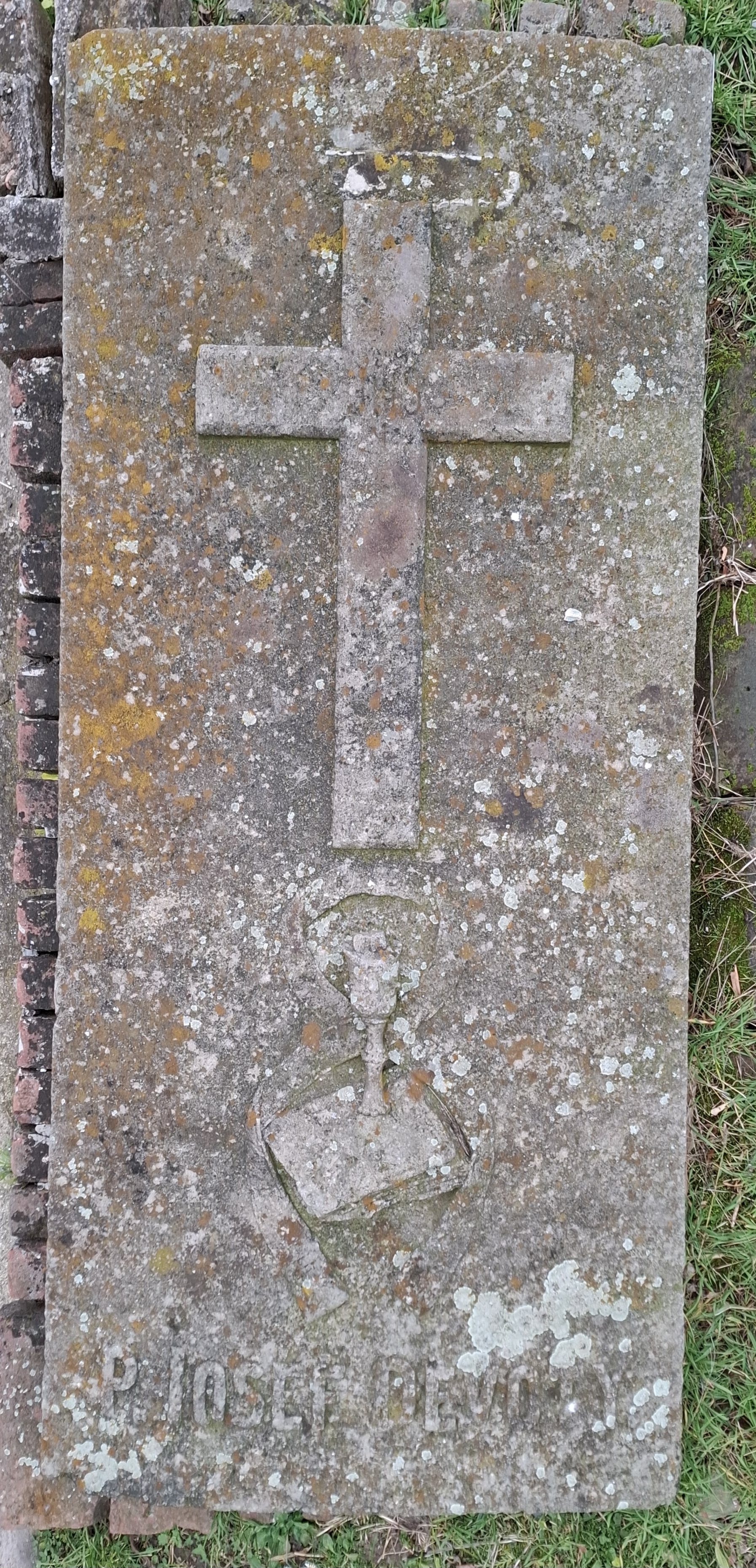
Náhrobní kámen mikulovického faráře J. F. Devotyho na starém hřbitově v Mikulovicích před hlavním vchodem do kostela sv. Václava, 50. léta 19. století.

Na faře v Mikulovicích ho navštívil v roce 1843 i historik V. V. Tomek, když byl na výletě v Hradci Králové a Chrudimi, a zanechal o Devotym zajímavé osobní svědectví: „Byl to mužíček starý, tlustý, flegmatický, opak čilé povahy Zieglerovy. Nevěděl mnoho o tehdejším světě, ale rád poslouchal a protož rád nás viděl.“

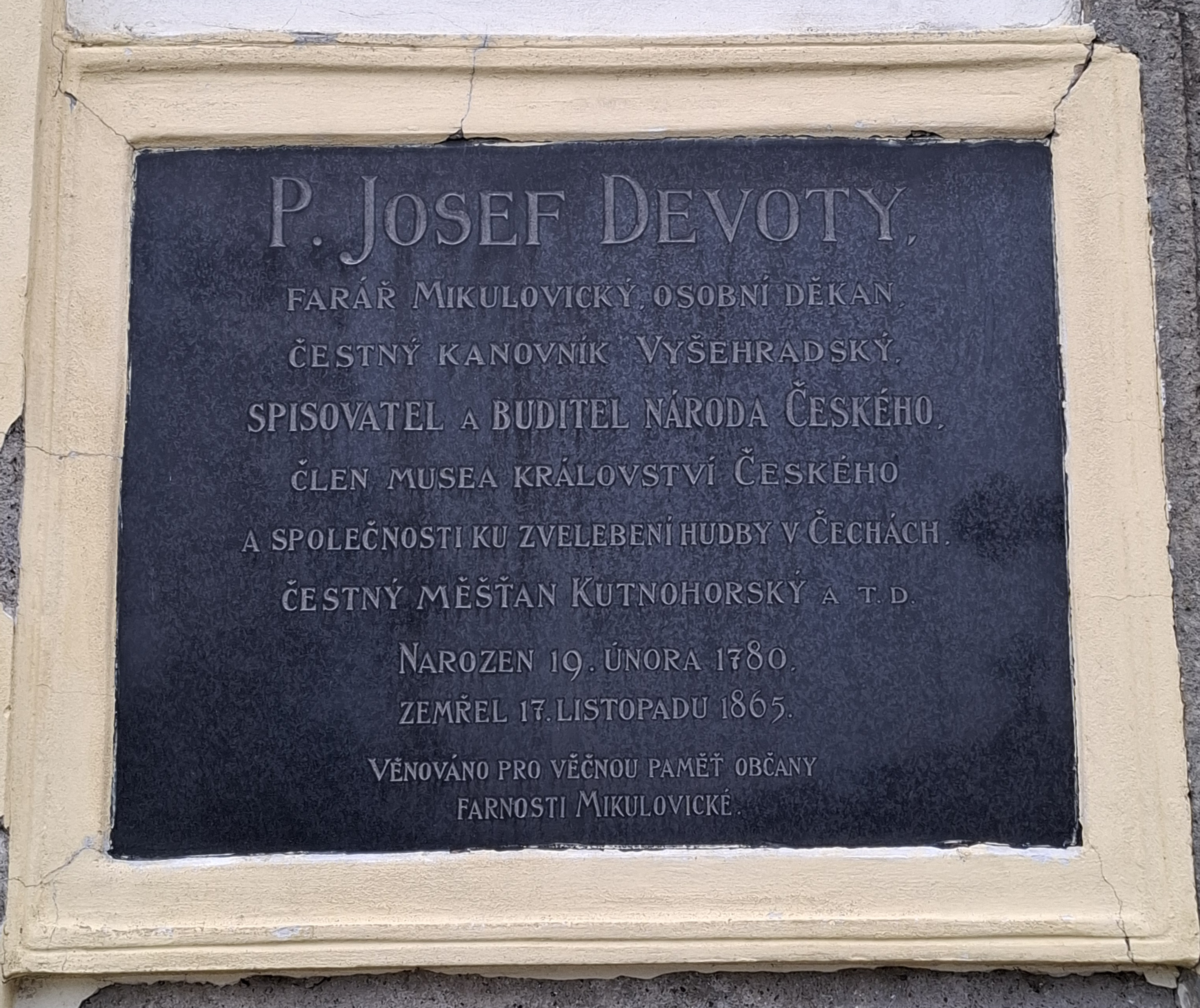
Pamětní deska připomínající působení faráře Josefa Františka Devotyho na mikulovickém kostele, 1900

Po smrti v Pardubicích byl Devoty pohřben v Mikulovicích, kde jej dosud připomíná pamětní deska instalovaná v roce 1900.